# کریتن، ساسکاچوان
کریتن، ساسکاچوان (به انگلیسی: Creighton, Saskatchewan) یک منطقهٔ مسکونی در کانادا است که در ساسکاچوان واقع شده‌است. کریتن ۱٬۴۹۸ نفر جمعیت دارد.